# Willows
Willows é uma cidade localizada no estado americano da Califórnia, no condado de Glenn, do qual é sede. Foi incorporada em 16 de janeiro de 1886.

## Geografia
De acordo com o United States Census Bureau, a cidade tem uma área de 7,4 km², onde 7,3 km² estão cobertos por terra e 0,1 km² por água.

### Localidades na vizinhança
O diagrama seguinte representa as localidades num raio de 40 km ao redor de Willows.

## Demografia
Segundo o censo nacional de 2010, a sua população é de 6 166 habitantes e sua densidade populacional é de 835,34 hab/km². Possui 2 399 residências, que resulta em uma densidade de 325 residências/km².

## Marco histórico
Willows possui apenas uma entrada no Registro Nacional de Lugares Históricos, a Agência Postal dos Estados Unidos-Central de Willows.